# Tepacoya
Tepacoya är en ort i Mexiko.   Den ligger i kommunen Tetipac och delstaten Guerrero, i den sydöstra delen av landet, 100 km sydväst om huvudstaden Mexico City. Tepacoya ligger 1 819 meter över havet och antalet invånare är 263.
Terrängen runt Tepacoya är huvudsakligen kuperad, men västerut är den bergig. Runt Tepacoya är det ganska tätbefolkat, med 139 invånare per kvadratkilometer. Närmaste större samhälle är Taxco de Alarcón, 7,6 km sydväst om Tepacoya. I omgivningarna runt Tepacoya växer huvudsakligen savannskog.